# John C. Pemberton
John Clifford Pemberton (10. august 1814 – 13. juli 1881), var karriere officer i den amerikanske hær og general i sydstatshæren under den amerikanske borgerkrig. Han huskes for nederlaget ved Vicksburg.
Pemberton blev født i Philadelphia i Pennsylvania. Han fik sin eksamen fra West Point i i 1837, gjorde først tjeneste i artilleriet og dernæst i den Mexicansk-amerikanske krig.

## Borgerkrigen
Ved borgerkrigens begyndelse valgte Pemberton at træde ud af Unionshæren og slutte sig til Sydstaternes hær, selv om han stammede fra en af Nordstaterne. Beslutningen skyldtes påvirkning fra hans kone, der var fra Virginia, og mange års tjeneste i de sydlige stater inden krigen der havde knyttet ham til området.
Pemberton blev forfremmet til generalløjtnant den 10. oktober 1862, og fik til opgave at forsvare fæstningsbyen Vicksburg og Mississippifloden.
Overfor den aggressive general for Unionshæren Generalmajor Ulysses S. Grant var Pemberton overmatchet under Vicksburg kampagnen. Hans hær var mindre, men det var hans talent også.
Efter at Grant havde overrasket ham ved at overskride Mississippifloden syd for Vicksburg besejrede Grant Pemberton og Joseph E. Johnston i en række slag i det centrale Mississippi for til sidst at belejre Pemberton i Vicksburg.
Selv om han af Johnston var blevet rådet til at opgive byen og redde hæren, holdt han stand i 6 uger mens soldater og civile blev sultet til overgivelse. Pemberton var godt klar over, at han som Nordstatsmand af fødsel risikerede offentlig fordømmelse som forræder, hvis han opgav Vicksburg. Den 4. juli 1863 overgav han såvel byen som sin hær til Grant, hvilket var et stort strategisk nederlag for Sydstaterne.
Efter overgivelsen blev Pemberton senere udvekslet ved en fangeudveksling og vendte tilbage til aktiv tjeneste, men han afstod frivilligt fra at være general og gjorde tjeneste som oberstløjtnant ved artilleriet i resten af krigen, et bevis på hans loyalitet overfor Syden.
Efter krigen boede John Pemberton i Virginia på sin farm, og flyttede derefter til Pennsylvania i 1876. Han døde i Penllyn, Pennsylvania, og ligger begravet på Laurel Hill kirkegården i Philadelphia.

## Eksterne links
- Militær biografi over John C. Pemberton Arkiveret 18. juni 2008 hos  Wayback Machine